# بیان عادت و سابقه در زبان انگلیسی
در زبان انگلیسی از ساختار [used to + verb] برای بیان رویدادهایی که بارها در زمان گذشته اتفاق افتاده‌اند و دیگر رخ نمی‌دهند، استفاده می‌شود. این ساختار همچنین برای مواردی که قبلاً واقعیت داشته‌اند، ولی در حال حاضر وجود خارجی و حقیقت ندارند نیز کاربرد دارد. ساختار [used to + verb] به منظور بیان عادات و رفتارهای قدیمی مورد استفاده قرار می‌گیرد، رخدادها و کارهایی که اغلب و به تکرار بوده‌اند ولی انجام آن‌ها دیگر معمول نیست.
ساختار [to be + used to] به دو شکل [to be + used to + verb + ing] و [ to be + used to + noun] وجود دارد. هنگامی که می‌خواهیم بگوییم که با چیزی یا با انجام کار خاصی آشنایی داریم و آن چیز یا کار برایمان مشکل نیست از ساختارهای [to be + used to + verb + ing] و [to be + used to + noun] استفاده می‌کنیم.
هرگز نباید ساختار [used to + verb] و [to be + used to] را با هم ترکیب کرد و به شکل ادغام شده از آن‌ها استفاده نمود زیرا مفهوم متضاد دارند. مثلاً جمله .I am used to study کاملاً اشتباه است. این دو فرمول مفهومی مجزا دارند.
برای بیان چیزی که در حال عادت شدن برای کسی است از ساختارهای [get + used to + verb + ing] و [get + used to + noun] استفاده می‌کنیم. از فعل کمکی وجهی would همانند ساختار [to be + used to]، برای بیان کارهای پرتکرار و عادات و رفتارهایی که در گذشته انجام می‌شده‌است و دیگر تکرار نمی‌گردد، می‌توان استفاده نمود.

## ساختار [used to + verb]
| Azadi used to be a customary cinema but it's got many halls. |
| آزادی قبلاً یک سینمای معمولی بود اما حالا چند سالن دارد.      |

| .I used to drive to work but now I take the bus             |
| سابقاً با ماشین سر کار می‌رفتم ولی این روزها با اتوبوس می‌روم. |

تعریف و مفهوم

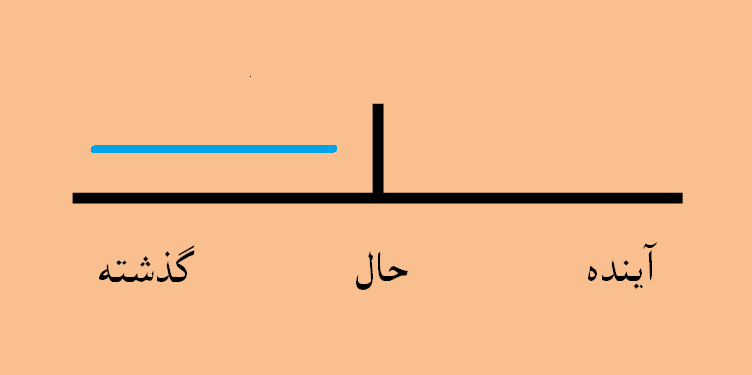
برای بیان واقعیت‌هایی که در حال حاضر وجود خارجی و حقیقت ندارند و در گذشته موجودیت داشته و واقعیت داشته‌اند.

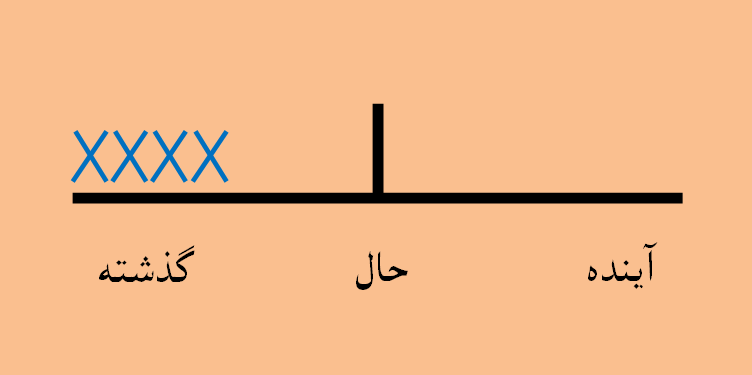
برای بیان رویدادهایی که بارها در گذشته اتفاق افتاده‌اند و دیگر رخ نمی‌دهند.

در زبان انگلیسی از فرمول [used to + verb] به منظور بیان رخدادهایی که به تکرار در زمان گذشته روی داده‌اند و دیگر اتفاق نمی‌افتند، استفاده می‌شود. این ساختار همچنین برای مواردی که پیش تر واقعیت داشته‌اند ولی در زمان حال وجود بیرونی و صحت ندارند نیز کاربرد دارد. ساختار [used to + verb] برای عادات و رفتارهای قدیمی کاربرد دارد، اتفاقات و اموری که اغلب و مکرراً روی داده‌اند ولی انجام آن‌ها دیگر جاری نیست و به عبارتی منسوخ شده‌است. برای بیان عاداتی که در زمان گذشته روی می‌داده‌اند، به ویژه هنگامی که هدف مقایسه بین زمان گذشته و حال است، از این ساختار استفاده می‌شود. ساختار [used to + verb] ذاتاً دلالت بر زمان گذشته دارد ولی یک نوع زمان نیست بلکه یک شبه-زمان محسوب می‌گردد. این ساختار ویژه، فقط برای زمان گذشته مورد استفاده قرار می‌گیرد.
واژه used در ساختار [used to + verb] و دیگر ساختارهای مشابه که توضیح داده خواهد شد، نوعی فعل ناقص به‌شمار می‌رود و بیشتر در گفتگوهای غیررسمی و عامیانه کاربرد دارد.

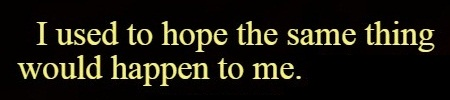
جمله‌ای از فیلم‌نامه فیلم آدم‌کش‌ها که از ساختار [used to + verb] در آن استفاده شده‌است. امیدوار بودم که همان اتفاق برایم بیفتد.

زمان گذشته ساده و ساختار [used to + verb] هر دو می‌توانند برای بیان عادات، واقعیت‌ها، امور عمومی و کلی در زمان ماضی مورد استفاده قرار گیرند، اگرچه ساختار [used to + verb] برای تأکید کردن بیشتر آن موارد و فقط در جملات مثبت، نسبت به گذشته ساده ترجیح داده می‌شود. در این ساختار used برای همه اشخاص مفرد و جمع، بدون تغییر است و مانند افعال کمکی وجهی، برای سوم شخص مفرد از s سوم شخص استفاده نمی‌شود.
حالت منفی و سؤالی ساختار [used to + verb]
برای حالت‌های سؤالی و منفی در بیان عادات، واقعیت‌ها، امور عمومی و کلی، استفاده از گذشته ساده، مقدم بر به‌کارگیری ساختار [used to + verb] می‌باشد.
| ? Did you play the piano when you were young |
| آیا وقتی جوان بودی پیانو می‌زدی؟              |

| .You did n't play the piano when you were young |
| تو سابقاً وقتی جوان بودی پیانو نمی‌زدی.           |

بهتر است از خود ساختار [used to + verb] برای جملات سؤالی و منفی با کاربری توضیح داده شده، استفاده نکنیم. برای جملات سؤالی و منفی با همان مفهوم و کاربرد که در ساختار [used to + verb] توضیح داده شد، از زمان گذشته ساده استفاده می‌شود. این گونه پرسشی و منفی کردن بیشتر در مکالمه کاربرد دارد و گاهی به صورت did .... used to و didn't used to نوشته می‌شوند. بسیاری از مردم این نحوه نوشتن را صحیح نمی‌دانند.

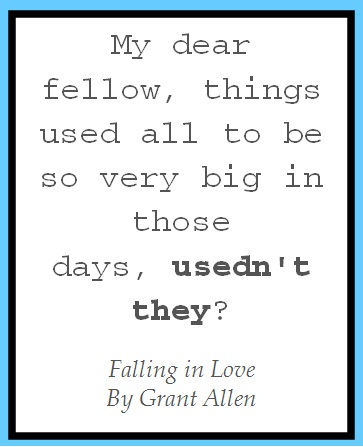
نقل قولی از داستان عاشق شدن اثر گرنت آلن (۱۸۸۹ میلادی). در این عبارت used to یک بار در یک جمله مثبت به کار گرفته شده‌است و پس از آن از usedn't در یک جمله پرسشی کوتاه استفاده گردیده است.

گاهی اوقات در گفتگوهای غیررسمی و عامیانه از خود ساختار [used to + verb] برای سؤالی و منفی کردن استفاده می‌گردد. در این حالت از usedn't یا used not (برای تمام اشخاص مفرد و جمع) استفاده می‌شود. used not، usedn't و used you to کاربردی قدیمی و بسیار رسمی دارند. و در گفتار و نوشتار هر دو به کار می‌روند.
| ? Used you to go to the opera |
| قبلاً اجرای اپرا می‌رفتی؟       |

حالت منفی ساختار used to عموماً به شکل didn’t use یا didn’t used می‌باشد. برخی اوقات در انتهای use حرف d می‌نویسند و گاهی اوقات بدون d به کار می‌برند. هر دو شکل معمول و مرسوم است اما بسیاری از مردم ترکیب use با d را در این حالت اشتباه می‌پندارند. استفاده از ترکیب use با d در امتحانات و نوشتارها اصلاً توصیه نمی‌شود. در موارد خیلی رسمی برای جملات منفی از ترکیب used not to استفاده می‌شود.
| .I used not to like her, but now I have fallen madly in love with her |
| قبلاً ازش خوشم نمیاومد ولی الان دیوانه‌وار عاشقشم.                      |

حالت متداول سؤالی کردن used to استفاده از فعل کمکی did است که به صورت ساختار did + use(d) to نوشته می‌شود. بسیاری از مردم بر این تصور هستند حالت did + used to (استفاده هم‌زمان از did و d در انتهای use) اشتباه است. کاربرد هم‌زمان از did و d در انتهای use در امتحانات و مکاتبات اصلاً سفارش نمی‌شود.
ساختار [used to + verb] و دیگر زمان‌ها
ساختار [used to + verb] دلالت بر زمان گذشته دارد و شکل زمان حال ندارد یعنی استفاده از ساختار [used to + verb] برای زمان حال اشتباه است. برای کاربرد مشابه در زمان حال از زمان حال ساده استفاده می‌شود. (مقایسه دو زمان در جدول) همچنین می‌توان از will برای بیان عادات و رفتارهای روزمره در زمان حال استفاده نمود.
| I use to drink a cup of tee every morning. |

| زمان گذشته | He used to smoke | There used to be |
| زمان حال   | He smokes        | There is         |

| .We used to live in a small village but now we live in Teharn  |
| ما در روستای کوچکی زندگی می‌کردیم ولی هم‌اکنون ساکن تهران هستیم. |

| .Her children will break everything they touch |
| بچه‌هایش به هر چیز دست می‌زنند آن را می‌شکنند.    |

ساختار [used to + verb] را نباید با زمان گذشته‌استمراری اشتباه گرفت.
| I used to watch TV a lot.   |
| . قبلاً زیاد تلویزیون می‌دیدم |

| I was watching TV when the phone rang.         |
| . در حال تماشای تلویزیون بودم که تلفن زنگ خورد |

کاربرد تأکیدی did
می‌توان از did به صورت تأکیدی به همراه used to استفاده نمود.
| .We never used to mix very much with the neighbours, but we did used to say hello to them in the street |
| ما هرگز با همسایگانمان خیلی صمیمی نمی‌شدیم اما از روی عادت وقتی آن‌ها را در خیابان می‌دیدیم، سلام می‌کردیم. |

پرسش و پاسخ کوتاه در ساختار [used to + verb]
همچنین می‌توان در انتهای جملات دارای ساختار [used to + verb]، از پرسش‌های کوتاه برای پاسخ‌گیری از شنونده استفاده نمود. این عملیات دستور زبانی با استفاده از did انجام می‌شود.
| ?He used to be your boss, did he |
| او رئیس سابقت بود. اینطور نیست؟  |

برای پاسخ به برخی پرسش‌های مرتبط با ساختار [used to + verb] می‌توان به صورت پاسخ کوتاه از این ساختار استفاده کرد.
| Do you go to the cinema very often? Not now, but I used to. |
| . آیا زیاد به سینما می‌روی؟ نه خیلی، اما قبلاً زیاد می‌رفتم    |

معلوم و مجهول در ساختار [used to + verb]
ساختار [used to + verb] هم به صورت معلوم و هم به صورت مجهول نیز استفاده می‌گردد.
| .Jerry used to pay the bills |
| صورت‌حساب‌ها را جری می‌پرداخت.  |

| .The bills used to be paid by Jerry |
| صورت‌حساب‌ها توسط جری پرداخت می‌شد.    |

عبارات متداول
در واژه نامه Longman Language Activator عبارات متداول ساختار [used to + verb] به شرح زیر آورده شده‌است.
| used to                                                                                            |
| - used to do sth - there used to be - never used to be - didn't use to do sth - used not to do sth |

مترادف‌ها
مترادف‌های کاربردی برای [used to + verb] در جدول توضیح داده شده‌است:
| |
| - at one time: It is a big city now, but at one time the population was only 10,000. - once: Apparently she once worked for CNN. - then: I was a student in 1950s, and things were very different then. - at that time: At that time most married women stayed at home. - in the past: In the past most children didn't go to school at all. - in those days: My greart grandfather earned 2 Tomans a day, wich was a lot of money in those days. - in the old days: In the old days there was no bridge over the river, and we crossed it by boat. - in the olden days: The children all wanted to know what life was like in the olden days. - formerly: Peru was formerly ruled by spanish. |

## ساختار [to be + used to]
این ساختار به دو شکل [to be + used to + verb + ing] و [ to be + used to + noun] وجود دارد. هنگامی که می‌خواهیم بگوییم که با چیزی یا با انجام کار خاصی آشنایی داریم و آن چیز یا کار برایمان مشکل نیست از ساختارهای [to be + used to + verb + ing] و [to be + used to + noun] استفاده می‌کنیم. هرگز نباید ساختار [used to + verb] و [to be + used to] را با هم ترکیب کرد و به شکل ادغام شده از آن‌ها استفاده نمود زیرا مفهوم متضاد دارند. مثلاً جمله .I am used to study کاملاً اشتباه است.
[to be + used to + verb + ing]
برای بیان مواردی که حالت عادی خود را دارند و غیرمعمول نیستند از ساختار [to be + used to + verb + ing] استفاده می‌شود. به عبارت دیگر برای بیان اموری که احساس می‌شود حالت طبیعی برای ما دارند و ما به آن‌ها عادت کرده‌ایم، ساختار [to be + used to + verb + ing] کاربرد دارد. واژه‌های familiar و adopted دو صفت مترادف برای این حالت از کاربرد used می‌باشند.
| .I 'm used to living on my own. I've done it for quite a long |
| تقریباً مدت زیادی است که به صورت یک عادت، تنها زندگی می‌کنم.    |

| .Perhaps he is used to talking to those who have little understanding of anything health-related |
| شاید او به صحبت کردن با افرادی که درک کمی در خصوص سلامتی و بهداشت دارند، عادت دارد.              |

برای ساختن حالت منفی و سؤالی در ساختار [be used to + verb + ing] عبارت used to بدون تغییر مانده و با مانور بر روی فعل to be عملیات انجام می‌شود.
| .Lucy isn’t used to staying up late, so she’s very tired today                        |
| لوسی عادت ندارد تا دیر وقت بیدار بماند، به خاطر همین او امروز خیلی خسته به نظر می‌رسد. |

| ? Are your children used to walking a lot     |
| آیا بچه‌های شما عادت به پیاده‌روی طولانی دارند؟ |

[to be + used to + noun]
از ساختار [to be + used to + noun] با همان کاربرد مشابه ساختار [be used to + verb + ing] می‌توان استفاده نمود.
| .I’ve lived in the UK almost all my life, so I am used to rain        |
| من تقریباً تمام عمرم را در بریتانیا زندگی کرده‌ام و به باران عادت دارم. |

ساختار [to be + used to] و دیگر زمان‌ها
می‌توان با تغییر زمانی فعل to be، ساختار [to be + used to] را در زمان‌های گذشته و آینده هم مورد استفاده قرار داد.
| .I wasn't used to children and they were getting on my nerves |
| به بچه‌ها عادت نداشتم، روی اعصابم راه می‌رفتند.                 |

| .Soon I ’ll be used to driving in London and I won’t be so frightened            |
| به زودی به رانندگی کردن در لندن عادت می‌کنم و من اضطراب زیادی از این موضوع ندارم. |

استفاده از مصدر [to verb] در ساختار [to be + used to] اشتباه است. در این حالت to حرف اضافه است نه بخشی از مصدر.
| She is used to living alone. |
| She is used to live alone.   |

مترادف‌ها
مترادف‌های کاربردی برای [to be + used to] در جدول توضیح داده شده‌است:
| |
| - be accustomed to: Americans are much more accustomed to computer technology these days. - be accustomed to doing sth: A few of the men in the office weren't accustomed to taking orders from women. - be at home with: John has lived in Shanghai for 30 years, so he is perfectly at home with Chines customs. - feel at home with: Practice using the computer until you feel at home with the mouse and keyboard. |

## تفاوت use در [used to + verb] و [to be + used to]
ساختار [to be + used to] را نبایست با [used to + verb] اشتباه گرفت. این دو فرمول مفهومی مجزا دارند.
استفاده از واژه use در [used to + verb] و [to be + used to] کمی گیج‌کننده و غلط انداز است. یکی از این دلایل این است که این واژه گاهی به عنوان فعل و مواقعی دیگر به عنوان صفت مورد استفاده قرار می‌گیرد. دلیل دیگر این به اشتباه افتادن این است که use to و used to تفاوتی شبیه تغییر زمان دستور زبانی دارند. با کمی دقت تشخیص این تفاوت‌ها آسان خواهد بود. در کاربری صفتی، از ساختار [to be + used to] استفاده می‌شود. وقتی کسی به چیزی عادت دارد و بدان خو گرفته‌است از این ساختار استفاده می‌کنیم. (مثال ۱–۲) در کاربری فعلی، از ساختار [used to + verb] استفاده می‌شود که برای بیان رویدادهایی که به دفعات در گذشته اتفاق افتاده است و دیگر رخ نمی‌دهد، می‌باشد. این ساختار با بهرگیری از ed زمان گذشته را نشان می‌دهد. باید توجه کرد در کاربری فعلی، همیشه از used برای بیان گذشته‌استفاده می‌شود. در حالت پرسشی و منفی از use بدون d در انتهای آن استفاده می‌شود. (مثال ۳–۴) برای سؤالی و منفی کردن ساختار [to be + used to] به خاطر استفاده از did، باید ساختار use to مورد استفاده قرار گیرد. به عبارت دیگر use to یک فعل کمکی وجهی (modal verb) نیست و برای ساختن حالت سؤالی و منفی در ساختار [used to + verb] باید از did استفاده نمود. هر گاه در جمله، did موجود بود از use to و اگر موجود نبود از used to استفاده می‌کنیم.
| .I can study with the TV on. I am used to it                    |
| من می‌توانم با تلویزیون روشن درس بخوانم. به این موضوع عادت دارم. |

| .Tim had a hard time living in Tokyo. He wasn't used to so many people |
| تیم مدتی را به سختی در توکیو زندگی کرد. او به این شلوغی عادت نداشت.    |

| .She didn't use to swim before noon |
| او ( قبل‌ها ) قبل از ظهر شنا نمی‌کرد. |

| ?Did your father use to ride a horse |
| پدرت (قبلا) سوارکاری می‌کرد؟          |

اشتباهی که زبان آموزان و حتی کسانی که زبان مادریشان انگلیسی است، مرتکب می‌شوند در تشخیص فرق میان used to و use to می‌باشد. برای سؤالی و منفی کردن ساختار [to be + used to] به خاطر استفاده از did، باید ساختار use to مورد استفاده قرار گیرد.

## ساختار [get + used to]
برای بیان چیزی که در حال عادت شدن برای کسی است از ساختارهای [get + used to + verb + ing] و [get + used to + noun] استفاده می‌کنیم. به عبارت دیگر برای ابراز چیزی که برای کسی در حال تبدیل شدن از حالت غیرطبیعی به طبیعی است از این ساختارها استفاده می‌کنیم. این کاربرد را می‌توان برای همه زمان‌ها استفاده نمود. همچنین ساختار [get + used to + noun]، برای این حالت مورد استفاده قرار می‌گیرد. یا این گونه می‌توان توضیح داد که ساختارهای [get + used to + verb + ing] و [get + used to + noun] به این معنا هستند که با آشنا شدن با چیزی یا کاری ویژه، دیگر آن چیز یا کار را مشکل نمی‌یابیم.
| .I didn't understand the accent when I first moved here but I quickly got used to it |
| اول که به اینجا آمدم لهجه مردم را نمی‌فهمیدم ولی زود بهش عادت کردم.                   |

مترادف‌ها
مترادف‌های کاربردی برای [get + used to] در جدول توضیح داده شده‌است:
| |
| - become accustomed to:After a while Jim's eyes became accustomed to the dark. - grow accustomed to:Living so near the airport, I've grown accustomed to the sound of planes. - become/grow accustomed to doing sth:Masoud remained completely relaxed - he was (grew) accustomed to dealing with difficult customers. - adjust to:It took me a while to adjust the tropical climate. - adjust to doing sth:Kids need help to adjust having a new baby in the house. |

## تلفظ used
عبارت used to در ساختارهای [used to + verb]، [to be + used to] و دیگر ساختارها با کاربردهای توضیح داده شده، به صورت /ˈju:stu/ یا /ˈju:stə/ می‌باشد. این در حالی است که تلفظ واژه used در دیگر کاربردهای معمول به شکل /ju:zd/ است.

## میزان کاربرد used to
کاربرد عبارت used to از سال ۱۷۰۸ میلادی تا سال ۲۰۰۸، افزایش چشمگیری داشته‌است. شتاب این روند افزاینده در ابتدای قرن نوزدهم بیشتر بوده‌است.

## would
از فعل کمکی وجهی would همانند ساختار [to be + used to]، برای بیان کارهای پرتکرار و عادات و رفتارهایی که در گذشته انجام می‌شده‌است و دیگر تکرار نمی‌گردد، می‌توان استفاده نمود. این حالت برای بیان خاطرات و سرگذشت‌ها بیشتر مورد استفاده قرار می‌گیرد. البته از would نمی‌توان برای بیان واقعیت‌ها و امور عمومی و کلی که دیگر موجود نیستند و حقیقت ندارند، استفاده نمود.
| .When I lived in Italy, we would go to a little restaurant near our house                          |
| هنگامی که در ایتالیا زندگی می‌کردم، یک رستوران نقلی در نزدیکی منزلمان بود که همیشه به آنجا می‌رفتیم. |

| .I would have long hair |

## مطالعه بیشتر
فارسی
- کاربرد used to و ساختارهای آن esliran.ir
- تفاوت used to, be used to و get used to behgozar.com
- ساختار مهم used to do و be used to و get used to  epenglish.ir
- کاربرد use و used to و be use to و get use to  tebyan.net

انگلیسی
- Be used to, get used to, used to speakspeak.com
- Used to, be used to, get used to myenglishpages.com
- Used To Exercise 1 perfect-english-grammar.com
- I am used to (something) ecenglish.com
- Used vs. Be used to grammar-quizzes.com